# Solymossy Sámuel
Solymossy Sámuel (Sály, 1817. szeptember 14. – Miskolc, 1882. szeptember 30.) lelkész, irodalomtanár.

## Élete
Solymossy Sámuel 1817. szeptember 14-én született Sályban. Édesapja lelkész volt, aki nagy hangsúlyt helyezett fia tanulására, így korán beíratta a miskolci református főgimnáziumba. Tanulmányai végeztével az úgynevezett inferior syntaxis (2. gimnáziumi osztály) köztanítója lett. 
Miskolci gimnáziumi tanulmányai után Sárospatakra ment, ahol elvégezte a teológiai tanfolyamot, majd 1842-ben segédlelkész lett Miskolcon. Lelkészi hivatala mellett tanított is, az alsó szónoklati osztály helyettes tanára lett. 1845-ben Osváth Lajos halála után, annak helyére mint főállású tanárt választották meg, 37 éven át becsülettel és odaadással tanított, egészen 66 éves koráig, 1882. szeptember 30-án bekövetkezett haláláig. 
Széles körben nagy megbecsülésben volt része, barátai közé tartozott Kazinczy Gábor, Tompa Mihály és Lévay József is. 
Halála után a Budapesti Tudományegyetem Borsodi köre emlékére megalapította a „Solymossy-díj”-at, amelyet a miskolci főgimnázium önképzőkörének egy-egy tanulója nyerhetett el pályázat útján.